# Строганов, Фёдор Васильевич
Фёдор Васи́льевич Стро́ганов — российский органист, клавесинист и композитор.

## Биография
Фёдор Строганов родился в Москве 12 ноября 1968 года.

В 1988 г. окончил музыкальное училище при Московской консерватории по классу теории музыки, композиции (проф. К. К. Баташов) и органа и поступил в МГК им. П. И. Чайковского на композиторское отделение.

В 1993 г. окончил с отличием Московскую консерваторию как композитор и поступил в аспирантуру по классу композиции (проф. А. С. Леман), а в 1995 г. — по классу органа (проф. Н. Н. Гуреева). К тому времени Ф. Строганов вёл уже обширную концертную деятельность, исполняя органные произведения композиторов эпохи барокко, романтиков, а также собственные сочинения.

В 1992—1993 гг. стажировался в Парижской национальной консерватории (Conservatoire national supérieur de musique et de danse de Paris) как органист и композитор в классах Мишеля Шапюи, Оливье Латри, Поля Мефано, Жерара Гризе.

Ф. В. Строганов преподаёт в МГК им. П. И. Чайковского (с 2005 г.), в Вокальной школе Валентины Левко. Регент (с 1998 г.) храма Вознесения Господня (Малое Вознесение) на ул. Большая Никитская в Москве.

1997—2009 гг. — солист московской филармонии, органист и клавесинист с ансамбля «Академия старинной музыки» под руководством Т. Гринденко.

С 2008 г. — солист камерного ансамбля «Барокко».

С 2013 г. — участник дуэта «Орган-оркестр» с Иваном Лебедевым.

С 2001 по 2010 гг. ежегодно выступал на органном фестивале в г. Светлогорске Калининградской обл. Принимал участие в фестивалях «Московская осень», «Шереметевские сезоны в Останкине», «Misucarte», фестивале Гайдна в Айзенштадте, Моцарта в Вюрцбурге, «Viret Strings» в Сан-Франциско и др. Выступает с сольными концертами в России и за рубежом.

2001 г. — диплом «За артистизм и верность традициям органного исполнительства» на II Международном конкурсе органистов им. Микаэла Таривердиева.

2002 г. — диплом за сочинение «Отражение вечности» для органа и струнных на Московском конкурсе «Лучшее сочинение для органа» (март 2002 года).

2002 г. — лауреат (3-я премия) I Международного конкурса органистов им. О. Г. Янченко.

«В игре Фёдора Строганова всегда присутствует интеллектуальное начало, проявляющееся прежде всего в строгом соподчинении целого и деталей, точном и вместе с тем образном и эмоционально насыщенном прочтении авторского текста.»— проф. А. Б. Любимов

«Фёдор Строганов — исключительно одарённый музыкант, прекрасно владеющий секретами своего ремесла.»— М. Шапюи (фр.)
.

## Сочинения

### Произведения для органа
- «Отражения вечности» для органа и струнного оркестра (2002)
- Фантазия-речитатив для органа (1999)
- «Колокола св. Женевьевы» (2001)
- Токката (2011)
- Фантазия и фуга на тему GU(t)ReE(в)A (2011)
- «Посвящение Рождеству» для трёх органов (2012)
- Антифоны для двух органов (2012)

### Инструментальные произведения
- Соната для скрипки и фортепиано в 3-х частях in C (2006)
- Брасс-квинтет (2005)
- «Пять настроений» для флейты, гобоя, скрипки, виолончели и фортепиано (2009)
- Трио для скрипки, альта и виолончели (1990)
- Три пьесы для двух кларнетов (1989)
- Соната для фортепиано (1988)
- «Алиса в Стране чудес», сюита для камерного ансамбля (2013)
- «Маленький принц», сюита для камерного ансамбля (2013)
- «Времена года в Ярославле», сюита для камерного ансамбля (2013)
- «Перезвоны» для фортепиано (2012)
- Сюита для флейты и клавесина (2013)
- «Сюита во французском вкусе» для скрипки и органа (2013)
- «Сюита памяти Григория Фрида» для клезмерского кларнета, скрипки, виолончели и фортепиано (2013)

### Вокальные произведения
- Пять романсов на стихи А. С. Пушкина (1992)
- Пять псалмов для смешанного хора a cappella (1993)
- «Херувимская», «Трисвятое» для смешанного хора a cappella (2010)
- Ave Maria для сопрано и органа (2018)

## Дискография
- Фёдор Строганов | орган (Д. Букстехуде, Г. Шайдеманн, А. Вивальди, И. С. Бах). Classical records, 2003.
- Фёдор Строганов | орган (И. С. Бах, С. Франк, Ш. М. Видор, О. Мессиан, Л. Боэльман). МузАртель, 2010.
- Фёдор Строганов. Летний дождь (Ф. В. Строганов. Камерные инструментальные сочинения, фортепианные импровизации). МузАртель, 2014.
- Фёдор Строганов. Мелодия любви (Ф. В. Строганов. Оркестровые, камерные инструментальные сочинения). МузАртель, 2018.
- Gherardeschi: Lamentations for Holy Thursday / Sinfonie Pastoral. The Moscow Academy of Ancient Music, conductor: Tatjana Grindenko. Agora, 2000.
- Moscow Chamber Ensemble Eccellente. Bach, Handel, Telemann, Vitali. 2002 г. (И. С. Бах. Симфония из кантаты BWV 156; Г. Ф. Гендель. Концерт для гобоя, струнных и клавесина соль минор, HWV 287; клавесин).
- Владимир Мартынов. Страстные песни. Длинные Руки Рекордс, 2004 (Партия клавесина).
- A Road Less Traveled | Works by Franz Joseph Haydn. Eroica Classical Recordings, 2006. (Concerto for Harpsichord and violin in F major, Hob. XVIII:6, клавесин соло)
- Органная музыка московских композиторов-педагогов Московской консерватории: от истоков до современности. Антология (I). 2008. (С. И. Танеев. Хоральные вариации; В. Г. Агафонников. Пассакалия)
- Bach | Schnittke. Quartz music, 2010 (Concerto Grosso No. 1 for 2 violins, harpsichord, prepared piano and strings: партии клавесина и препарированного фортепиано)
- Воздушные Замки Вольферля. Благотворительный фонд им. Мейерхольда (соло на клавесине, органе, фортепиано, импровизации).